# Айхан Ташкин
Айхан Ташкин (тур. Ayhan Taşkın; нар. 6 січня 1953, Тарс, іл Мерсін) — турецький борець вільного стилю, срібний призер чемпіонату Європи, чемпіон та срібний призер Середземноморських ігор, бронзовий призер Олімпійських ігор.

## Життєпис
Почав займатися боротьбою в 1972 році. Тренувався в спортивному клубі «Тофаш» та борцівському клубі «Іскендерун Демір Челік».
Ташкин виграв єдину медаль для Туреччини в боротьбі на Олімпійських іграх 1984 року в Лос-Анджелесі.
У категорії понад 100 кг вільного стилю він у групі переміг грецького борця Панайотіса Пікілідіса з рахунком 13-6 та тушував румуна Василе Андрея за 1:21, але програв американцю Брюсу Баумгартнеру та посів друге місце в групі, що дозволило йому поборотися за бронзу. Він тушував єгиптянина Хасана Ель-Хаддада за 1:44 і фінішував третім.
Окрім спортивної боротьби Айхан Ташкин займався традиційною турецькою боротьбою в олії та є арбітром в цьому виді спорту. Після закінчення спортивної кар'єри працював тренером і брав участь у змаганнях серед ветеранів та виграв там титул чемпіона світу.

## Спортивні результати на міжнародних змаганнях

### Виступи на Олімпіадах
| Змагання                    | Збірна    | Вагова категорія              | Місце  |
| --------------------------- | --------- | ----------------------------- | ------ |
| Літні Олімпійські ігри 1984 | Туреччина | вільна боротьба, понад 100 кг | Бронза |

### Виступи на Чемпіонатах світу
| Змагання                        | Збірна    | Вагова категорія           | Місце |
| ------------------------------- | --------- | -------------------------- | ----- |
| Чемпіонат світу з боротьби 1981 | Туреччина | вільна боротьба, до 100 кг | 4     |
| Чемпіонат світу з боротьби 1982 | Туреччина | вільна боротьба, до 100 кг | 6     |
| Чемпіонат світу з боротьби 1989 | Туреччина | вільна боротьба, до 130 кг | 8     |

### Виступи на Чемпіонатах Європи
| Змагання                         | Збірна    | Вагова категорія           | Місце  |
| -------------------------------- | --------- | -------------------------- | ------ |
| Чемпіонат Європи з боротьби 1981 | Туреччина | вільна боротьба, до 100 кг | 6      |
| Чемпіонат Європи з боротьби 1982 | Туреччина | вільна боротьба, до 100 кг | 6      |
| Чемпіонат Європи з боротьби 1984 | Туреччина | вільна боротьба, до 100 кг | 7      |
| Чемпіонат Європи з боротьби 1987 | Туреччина | вільна боротьба, до 100 кг | 5      |
| Чемпіонат Європи з боротьби 1989 | Туреччина | вільна боротьба, до 130 кг | Срібло |

### Виступи на Середземноморських іграх
| Змагання                    | Збірна    | Вагова категорія                  | Місце  |
| --------------------------- | --------- | --------------------------------- | ------ |
| Середземноморські ігри 1975 | Туреччина | вільна боротьба, до 90 кг         | Срібло |
| Середземноморські ігри 1983 | Туреччина | греко-римська боротьба, до 100 кг | 4      |
| Середземноморські ігри 1987 | Туреччина | вільна боротьба, до 100 кг        | Золото |